# 小行星4267
小行星4267（4267 Basner）是一颗绕太阳运转的小行星，为主小行星带小行星。该小行星于1971年8月18日发现。

## 轨道参数
小行星4267的轨道半长轴为2.3266351 UA，离心率为0.204。